# (84075) Peterpatricia
(84075) Peterpatricia est un astéroïde de la ceinture principale.

## Description
(84075) Peterpatricia est un astéroïde de la ceinture principale. Il fut découvert le 8 août 2002 à l'Observatoire Palomar par Andrew Lowe. Il présente une orbite caractérisée par un demi-grand axe de 2,86 UA, une excentricité de 0,06 et une inclinaison de 1,2° par rapport à l'écliptique.

## Compléments